# すごろクエスト ダイスの戦士たち
『すごろクエスト ダイスの戦士たち』（すごろクエスト ダイスのせんしたち、英題：Sugoro Quest: Dice Heroes） は、1991年6月28日にテクノスジャパンより発売されたファミリーコンピュータ用ソフト。

## ゲームシステム
ダイス（サイコロ）を使ってマップの移動や戦闘を行い各エリアのボスモンスターの討伐を目指すという、すごろくとRPGを組み合わせたようなゲームシステムが特徴となっている。
「サイランド王国」にある6つのエリアが冒険の舞台となる。各エリアの開始前に拠点で装備品や道具などの準備を整えた後、以下の4人のうち1人を操作キャラクターとして選択する。
- ファイター - バランス型。魔法は苦手。
- エルフ - 攻撃魔法を多く用いる。体力が低い。
- ドワーフ - 肉弾戦が得意。魔法は一切使えない。
- ハーフエルフ - 攻撃補助魔法を多く用いる。成長が鈍い。

各エリアはすごろくのようにマスが並んでおり、ダイスを振って出た数だけ進む。マスには体力回復や能力強化など様々なものがあり、一部のイベントマスでは強制的に足止めされる。何もないマスに止まると敵との戦闘が開始される。
戦闘シーンでは、プレイヤー側と敵側がともにダイスを振る。打撃攻撃と魔法では、出目が敵よりも大きければ成功、小さければ敵からの反撃となり、出目の数字の差が威力の大きさとなる。また、出目が同じ場合は振り直しとなり、ここで勝負がつくと負けたほうのダイスが崩れて大きな威力となる。
プレイヤーは戦闘中に「ダイスマン」を呼ぶことができる。ダイスマンは出目によって1号から6号のうち1体が現れ、プレイヤーの代わりにダイスを振って様々な効果を発動させる。

## 移植版
| No. | タイトル                        | 発売日           | 対応機種                                                             | 開発元             | 発売元                                             | メディア                            | 備考                   | 出典        |
| --- | ------------------------------- | ---------------- | -------------------------------------------------------------------- | ------------------ | -------------------------------------------------- | ----------------------------------- | ---------------------- | ----------- |
| 1   | すごろクエスト ダイスの戦士たち | 2010年3月23日    | Windows                                                              | テクノスジャパン   | D4エンタープライズ                                 | ダウンロード (プロジェクトEGG)      |                        | [ 3 ]       |
| 2   | すごろクエスト ダイスの戦士たち | 2011年11月29日   | Wii                                                                  | テクノスジャパン   | アークシステムワークス                             | ダウンロード (バーチャルコンソール) |                        |             |
| 3   | すごろクエスト ダイスの戦士たち | 2013年3月19日    | ニンテンドー3DS                                                      | テクノスジャパン   | アークシステムワークス                             | ダウンロード (バーチャルコンソール) |                        | [ 4 ]       |
| 4   | すごろクエスト ダイスの戦士たち | 2015年6月3日     | Wii U                                                                | テクノスジャパン   | アークシステムワークス                             | ダウンロード (バーチャルコンソール) |                        | [ 5 ]       |
| 5   | すごろクエスト ダイスの戦士たち | INT 2025年2月7日 | Nintendo Switch PlayStation 4 PlayStation 5 Xbox One Xbox Series X/S | ラタライカゲームス | Shinyuden(国内Switch) ラタライカゲームス(それ以外) | ダウンロード                        | 英語、スペイン語に対応 | [ 1 ] [ 6 ] |

Nintendo Switch/PlayStation 4/PlayStation 5/Xbox One/Xbox Series X/S版
Shinyuden及びラタライカゲームスより発売。日本以外では初リリースとなる。オリジナル版のほか、16bitのゲーム風にグラフィックやBGMがリライトされたモードがあり、ゲーム中好きな時に切り替える事ができる。ほか、どこでもセーブ機能や各種チート機能を搭載している。

## スタッフ
- 企画：白戸"FUNNY"政男
- ドット・ワーク：皆川"BOY"浩治、かたぎりまさみち、よこやま"P"かずとし、吉田晶彦、白戸"DUNGEON"政男
- キャラクター・デザイン：白戸"MASTER"政男
- プログラマー：かしわや"30"ひでとし、まえだ"68000"てるひろ、佐藤"OYAJI"博、MATSUMOCCHAN（松本康裕）、ふくはら"GREAT"げんえい、もり"HUKKER"しんいち
- サウンド："SONIC SKY"NAKANO（中野テルヲ）、"MONOPOLY"KAMEOKA（かめおかよしひろ）、"DAITIKUN"HIRASAWA（平沢道也）
- パブリッシャー：向井"MIMOO"久美子、山根"ELF"明子
- スペシャル・サンクス：TOMY、のぐちあつこ、NEDACHIN（根立克行）、谷本敦、あんどう"BEN"つとむ、甲斐"SIOSIO"浩二、西村"DAD"成孝

## 評価
ゲーム誌『ファミコン通信』の「クロスレビュー」では合計29点（満40点）、『ファミリーコンピュータMagazine』の読者投票による「ゲーム通信簿」での評価は以下の通り22.1点（満30点）となっている。
| 項目 | キャラクタ | 音楽 | お買得度 | 操作性 | 熱中度 | オリジナリティ | 総合 |
| 得点 | 3.9        | 3.5  | 3.4      | 3.5    | 3.8    | 4.0            | 22.1 |